# Loxorhombia
Loxorhombia là một chi bướm đêm thuộc họ Geometridae.